# Гран-при Москвы
Гран-при Москвы — ежегодная однодневная шоссейная велогонка, проходившая в центре Москвы в начале мая. Впервые была проведена в 2003 году, до 2005 года в гонке участвовали только молодые гонщики (до 23 лет). В 2005 году гонка вошла в календарь UCI Europe Tour под второй категорией.

## Призёры
| Год  | Победитель           | Второй              | Третий               |
| ---- | -------------------- | ------------------- | -------------------- |
| 2003 | Валерий Дмитриев     |                     |                      |
| 2004 | Роман Парамонов      | Юрий Трофимов       | Иван Селёдков        |
| 2005 | Алексей Шмидт        | Александр Хатунцев  | Сергей Колесников    |
| 2006 | Александр Хатунцев   | Юрий Трофимов       | Сергей Колесников    |
| 2007 | Роман Климов         | Виталий Кондрут     | Андрей Клюев         |
| 2008 | Олег Мелех           | Тимофей Крицкий     | Анатолий Югов        |
| 2009 | Александр Хатунцев   | Александр Бударагин | Эрик Бауманн         |
| 2010 | Эсад Хасанович       | Валерий Валынин     | Антон Воробьёв       |
| 2011 | Александр Мартыненко | Алексей Цатевич     | Александр Серебряков |
| 2012 | Виталий Попков       | Александр Миронов   | Иван Стевич          |
| 2013 | Иван Ковалёв         | Леонид Краснов      | Александр Мартыненко |
| 2014 | Леонид Краснов       | Андрей Кулик        | Андрис Смирновс      |
| 2015 | Сергей Попок         | Иван Савицкий       | Дмитрий Жигунов      |